# Josep Antoni Maseras i Sala
Josep Antoni Maseras i Sala   (Barcelona, 9 de maig de 1922 - Barcelona, 25 de novembre de 2008) fou un pilot i dirigent esportiu de motociclisme català. Practicant de diverses disciplines motociclistes, des de la regularitat a la resistència i les pujades de muntanya, fou un dels pioners del motocròs a la península Ibèrica. Al llarg de la seva vida ocupà diversos càrrecs directius i participà en l'organització de nombrosos esdeveniments esportius a Catalunya.

## Trajectòria esportiva
Maseras treballà a Derbi durant sis anys en la secció de prototips i després passà a Sanglas, on fou responsable de la promoció de pilots novells de la marca durant 12 anys. Durant la seva etapa a Derbi, formà equip amb Josep Rabasa, els germans Romañà i Antoni Agramunt en diverses competicions. Guanyà el primer Gran Premi del Ral·li de 1.000 km (1953) i les pujades a Sant Genís de Vilassar en les categories de 250 cc i 350 cc amb sidecar (de la qual establí el rècord de velocitat). Guanyà la Pujada a l'Arrabassada amb rècord a la categoria de 500 cc amb sidecar. Obtingué la medalla d'or del Ral·li Canes-Ginebra-Canes i guanyà a Scarborough, Mònaco, Panticosa, Bilbao, Costa Brava, Aragó i Montseny. Guanyà també la Pujada a Vallvidrera, la Pagasarri de Bilbao i la Pujada al coll de Sóller. Fou subcampió d'Espanya de regularitat (1954) i campió d'Espanya per equips. Guanyà diverses edicions de les 24 Hores de Montjuïc en categories inferiors i la Volta a Mallorca.
Pel que fa al fora d'asfalt, disputà nombrosos campionats estatals i estrangers de motocròs i participà diverses vegades en els Sis Dies Internacionals d'Enduro (aleshores anomenats ISDT). Guanyà el Trofeu Nacional i la medalla d'or del Reial Moto Club de Catalunya (RMCC).

## Tasca organitzativa
Josep Antoni Maseras fou president de la comissió esportiva de la federació catalana de motociclisme, directiu de la federació espanyola i comissari tècnic, cronometrador, director de competició i comissari esportiu en diverses curses internacionals, entre elles el Gran Premi d'Espanya de motocròs 250cc celebrat al circuit del Vallès. Anteriorment havia organitzat també aquest Gran Premi al circuit de Santa Rosa durant dos anys. Rebé la medalla de plata al mèrit esportiu de la federació espanyola.